# Begençmuhammet Kulyýew
Begençmuhammet Kulyýew (* 4. dubna 1977, Turkmenská SSR, Sovětský svaz) je turkmenský fotbalista a reprezentant hrající na postu záložníka. V současnosti působí v turkmenském klubu FK Ašchabad.
Mimo Turkmenistánu hrál v Rusku, v Íránu a Kazachstánu.

## Reprezentační kariéra
Byl u největší výhry Turkmenistánu 11:0, která se zrodila 19. listopadu 2003 v domácím utkání s Afghánistánem. Kulyýew se na ní podílel hattrickem. V odvetě 23. listopadu 2013 vstřelil stejnému soupeři dva góly a zařídil tak výhru svého týmu 2:0.

### Reprezentační góly
Góly Begençmuhammeta Kulyýewa za A-tým Turkmenistánu
| Gól | Datum        | Stadion                | Soupeř         | Skóre | Výsledek | Soutěž                 |
| --- | ------------ | ---------------------- | -------------- | ----- | -------- | ---------------------- |
| 010 | 19. 11. 2003 | Ašchabad, Turkmenistán | Afghánistán    | 2:0   | 11:0     | Kvalifikace na MS 2006 |
| 02  | 19. 11. 2003 | Ašchabad, Turkmenistán | Afghánistán    | 3:0   | 11:0     | Kvalifikace na MS 2006 |
| 03  | 19. 11. 2003 | Ašchabad, Turkmenistán | Afghánistán    | 10:0  | 11:0     | Kvalifikace na MS 2006 |
| 04  | 23. 11. 2003 | Kábul, Afghánistán     | Afghánistán    | 0:1   | 0:2      | Kvalifikace na MS 2006 |
| 05  | 23. 11. 2003 | Kábul, Afghánistán     | Afghánistán    | 0:2   | 0:2      | Kvalifikace na MS 2006 |
| 06  | 31. 3. 2004  | Ašchabad, Turkmenistán | Indonésie      | 2:1   | 3:1      | Kvalifikace na MS 2006 |
| 07  | 18. 7. 2004  | Čcheng-tu, Čína        | Saúdská Arábie | 2:2   | 2:2      | Mistrovství Asie 2004  |
| 08  | 22. 7. 2004  | Čcheng-tu, Čína        | Irák           | 2:2   | 2:3      | Mistrovství Asie 2004  |